# دالة غاما

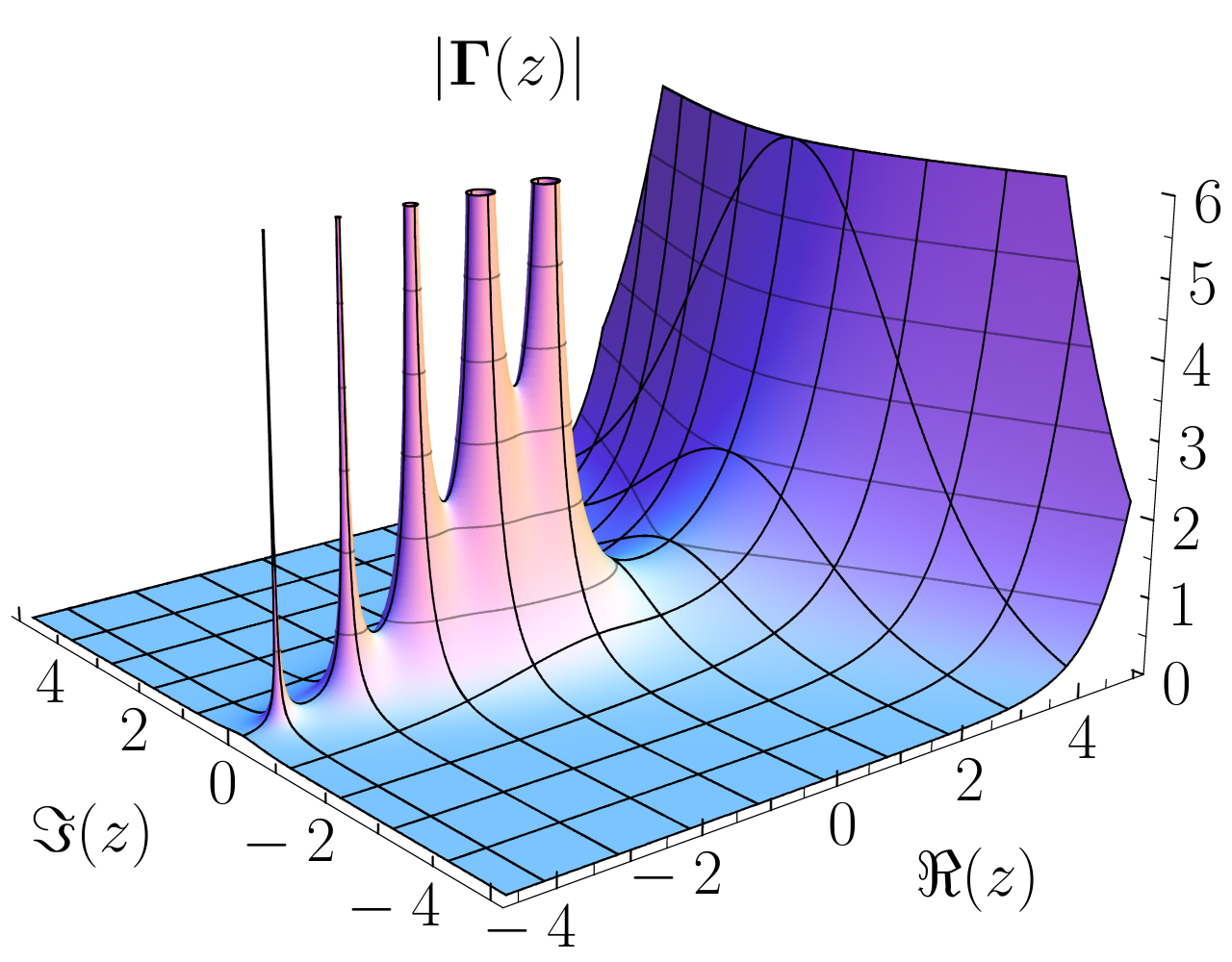
منحنى لدالة غاما في معلم مركب

في الرياضيات، دالة غاما (بالإنجليزية: Gamma function)‏ (والممثلة عموما بالحرف Γ، الحرف اليوناني الكبير غاما) هي امتداد لدالة المضروب في الأعداد الحقيقية والمركبة. إذن، دالة غاما هي دالة تحقق ما يلي بالنسبة عدد صحيح موجب n:
{\displaystyle \forall \,n\in \mathbb {N} ,\;\Gamma (n+1)=n!}
دالة غاما هي دالة معرفة عند جميع الأعداد المركبة باستثناء الأعداد الصحيحة السالبة. فللعدد z الذي يتكون من جزء حقيقي موجب تعرف دالة غاما كما يلي:
{\displaystyle \Gamma (z)=\int _{0}^{\infty }t^{z-1}e^{-t}\,dt\;} حيث {\displaystyle \Re (z)>0\ }.
دانييل برنولي هو من اكتشف هذه الصيغة.
ويمكن أن يمتد هذا التعريف بالامتداد التحليلي إلى دالة جزئية الشكل تصير دالة تامة الشكل على المستوى العقدي كله باستثناء الصفر والأعداد الصحيحة السلبية حيث للدالة أقطاب بسيطة.
انظر إلى تحويل ميلين.
{\displaystyle \Gamma (t)=\{{\mathcal {M}}e^{-x}\}(t).}
هناك دوال أخرى تمدد دالة العاملي، ولكن دالة غاما هي الأكثر شيوعا ونفعا. تظهر في العديد من دوال التوزيعات الاحتمالية، مما يجعلها مهمة في مجالات الاحتمال والإحصاء كما في مجال التوافقيات.

## أهداف تعريف دالة غاما

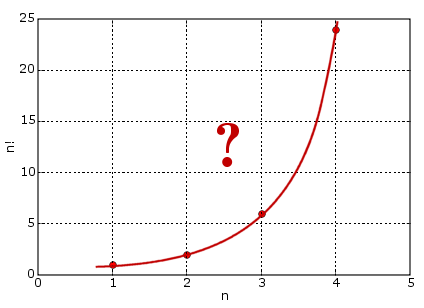
من حيث التبيان، من السهل تمديد دالة عاملي إلى أعداد غير طبيعية، ولكن هل من صيغة تمثل المنحنى الناتج عن هذا التمديد؟

يمكن أن يُنظر إلى دالة غاما حلحلةً لمعضلة الاستيفاء التالية:
من هو المنحنى القابل للاشتقاق الذي يربط جميع النقط (x, y) حيث y = (x − 1)! كلما كان x عددا صحيحا طبيعيا موجبا قطعا؟

## تعريف

### التعريف الأساسي

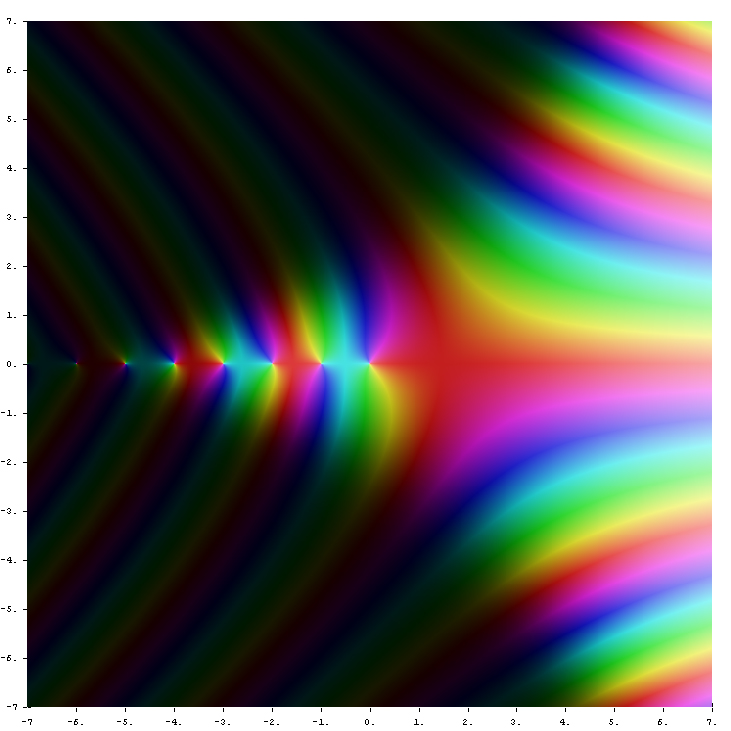
الصيغة المعممة لدالة غاما على المستوى العقدي

عالم الرياضيات الفرنسي ليجاندر هو أول من استعمل الرمز (Γ(z. باستعمال التكامل بالتجزيء، يمكن أن نجد أن دالة غاما تحقق المعادلة التالية :
{\displaystyle \Gamma (z+1)=z\,\Gamma (z).}
علما أن 1 = (Γ(z، نحصل على ما يلي:
{\displaystyle \Gamma (n)=1\cdot 2\cdot 3\dots (n-1)=(n-1)!\,}

### تعريفات أخرى
{\displaystyle {\begin{aligned}\Gamma (t)&=\lim _{n\to \infty }{\frac {n!\;n^{t}}{t\;(t+1)\cdots (t+n)}}={\frac {1}{t}}\prod _{n=1}^{\infty }{\frac {\left(1+{\frac {1}{n}}\right)^{t}}{1+{\frac {t}{n}}}}\\\Gamma (t)&={\frac {e^{-\gamma t}}{t}}\prod _{n=1}^{\infty }\left(1+{\frac {t}{n}}\right)^{-1}e^{\frac {t}{n}}\end{aligned}}}
حيث ...γ ≈ 0.577216 هي  ثابتة أويلر-ماسكيروني.

## خصائص

### خصائص عامة
{\displaystyle \Gamma (1-z)\Gamma (z)={\pi  \over \sin {(\pi z)}},0<z<1}
انظر إلى تكامل غاوسي.

### الامتداد باستعمال متسلسلة فورييه
{\displaystyle \ln \Gamma (x)=\left({\frac {1}{2}}-x\right)(\gamma +\ln 2)+(1-x)\ln \pi -{\frac {1}{2}}\ln \sin \pi x+{\frac {1}{\pi }}\sum _{n=1}^{\infty }{\frac {\sin 2\pi nx\cdot \ln {n}}{n}}\,,\qquad 0<x<1,}

### صيغة راب
في عام 1840، برهن عالم الرياضيات السويسري جوزيف لودفيش راب على الصيغة التالية:
{\displaystyle \int _{a}^{a+1}\ln \Gamma (z)\,dz={\tfrac {1}{2}}\ln 2\pi +a\ln a-a,\quad a>0.}
{\displaystyle \int _{0}^{1}\ln \Gamma (z)\,dz={\tfrac {1}{2}}\ln 2\pi .}

### قيم خاصة
فيما يلي بعض من القيم الخاصة لدالة غاما
{\displaystyle {\begin{alignedat}{3}\Gamma (-1)&=(-2)!&&=\infty \\\Gamma (0)&=(-1)!&&=\infty \\\Gamma (1)&=0!&&=1\\\Gamma (2)&=1!&&=1\\\Gamma (3)&=2!&&=2\\\Gamma (4)&=3!&&=6\\\Gamma (-{\tfrac {3}{2}})&={\tfrac {4}{3}}{\sqrt {\pi }}&&\approx 2.363271801207\\\Gamma (-{\tfrac {1}{2}})&=-2{\sqrt {\pi }}&&\approx -3.544907701811\\\Gamma ({\tfrac {1}{2}})&={\sqrt {\pi }}&&\approx 1.772453850905\\\Gamma ({\tfrac {3}{2}})&={\tfrac {1}{2}}{\sqrt {\pi }}&&\approx 0.88622692545\\\Gamma ({\tfrac {5}{2}})&={\tfrac {3}{4}}{\sqrt {\pi }}&&\approx 1.32934038818\\\Gamma ({\tfrac {7}{2}})&={\tfrac {15}{8}}{\sqrt {\pi }}&&\approx 3.32335097045\end{alignedat}}}

## التاريخ

### القرن الثامن عشر: أويلر وستيرلينغ
معضلة تمديد دالة العاملي إلى الأعداد غير الصحيحة درست لأول مرة من طرف كل من دانييل برنولي وكريستيان غولدباخ في عشرينات القرن الثامن عشر. إلا أنها حلحلت من طرف عالم الرياضيات ليونهارت أويلر. كان ذلك في نهاية ذلك العقد ذاته. أعطى أويلر تعريفين اثنين لدالة عاملي. الأول لم يكن تكامله ولكنه كان جداءا غير منته.
{\displaystyle n!=\prod _{k=1}^{\infty }{\frac {\left(1+{\frac {1}{k}}\right)^{n}}{1+{\frac {n}{k}}}}\,,}
والذي أخبر به غولدباخ في رسالة أرسلها إليه في الثالث عشر من أكتوبر عام 1729. كتب أويلر مجددا إلى غولدباخ في الثامن من يناير عام 1730 من إجل إخباره أن توصل إلى صيغة أخرى عل شكل تكامل تساوي دالة العاملي.
{\displaystyle n!=\int _{0}^{1}(-\ln s)^{n}\,ds\,,}
انظر إلى جيمس ستيرلينغ وإلى صيغته صيغة ستيرلينغ وإلى جداء غير منته.

### القرن التاسع عشر: غاوس وفايرشتراس وليجاندر

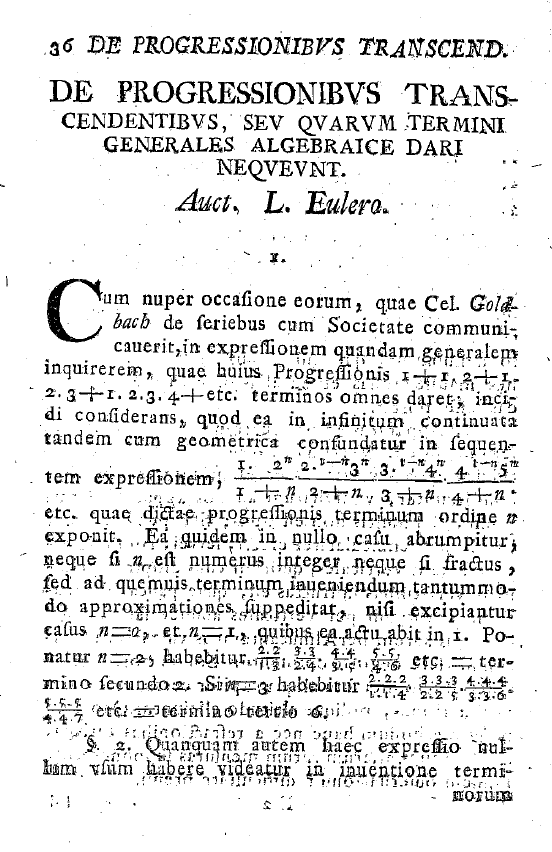
أول صفحة من مقال أويلر

أعاد كارل فريدريش غاوس كتابة صيغة أويلر كما يلي:
{\displaystyle \Gamma (z)=\lim _{m\to \infty }{\frac {m^{z}m!}{z(z+1)(z+2)\cdots (z+m)}}}
انظر إلى كارل فايرشتراس وإلى أدريان ماري ليجاندر.